# Esox americanus
Esox americanus är en nordamerikansk sötvattenlevande rovfisk i familjen gäddor, som är nära släkt med den vanliga gäddan. Den har två underarter, rödfenad pickerell eller rödfenpickerell (E. americanus americanus) och gräspickerell (E. americanus vermiculatus).

## Taxonomi
Arten förekommer som nämnts i de två underarterna gräspickerell (E. americanus vermiculatus Gmelin, 1789) och rödfenad pickerell (E. americanus americanus Lesueur, 1846) Rödfenad pickerell har generellt en något västligare utbredning i USA än gräspickerell, men de två underarternas utbredningsområde sammanfaller delvis, och korsningar mellan de två underarterna förekommer.

## Utseende
Esox americanus är en liten gädda, som inte blir längre än knappt 40 cm för den rödfenade pickerellen, och knappt 38 cm för gräspickerellen. Den är långsträckt, med ett stort huvud utan fjäll på hjässan samt en stor mun med underbett och tämligen stora tänder. Nosen är förhållandevis kort för att vara en gädda. Färgteckningen skiljer sig tydligt åt mellan de båda underarterna: 
Rödfenad pickerell har en mörkgrön till brun rygg samt ett grönt och vitt mönster på sidorna, som kan variera från ett nätmönster till gröna, framåtlutande vertikala streck. Det gröna mönstret blir tunnare och mer fingerlikt mot den gula till beigefärgade buken. Ögat är guldfärgat, med en grön till gulgrön iris. Ryggsidans fenor är mörka, övriga röda till brandgula.
Gräspickerellen har en kropp med 12 till 24 oregelbundna, vertikala, mörka band på grön till brunaktig bakgrund, och en mörkt brunaktig längsstrimma. Buken är gulbrun till vit, och precis som hos den andra underarten har den ett guldfärgat öga med en grön till gulgrön iris. Ryggsidans fenor är mörka med svarta kanter, övriga mörkfärgade till gulbruna.

## Vanor
Arten föredrar klara, lugna vatten som sjöar och selvatten i vattendrag, gärna bland vegetation. Den lever av större insektslarver, kräftor och fisk. Den rödfenade pickerellen kan bli 6 år gammal, gräspickerellen 7 år.

## Utbredning
Den rödfenade pickerellen finns i Québec i Kanada och i USA:s östkuststater (inklusive Pennsylvania) från Maine till centrala Florida och söderut till delstaten Mississippi samt allra sydöstligaste Louisiana.
Gräspickerellen finns i ett område delvis väster därom, från sydvästligaste Québec  och södra Ontario i Kanada samt i USA framför allt längs Ohio- och södra Mississippiflodernas avrinningsområden från södra Wisconsin, Michigan, Ohio och delstaten New York i norr till Texas och österut till centrala Florida i söder. Spridda, naturliga förekomster finns också i South Dakota, Iowa och Nebraska. Den har dessutom inplanterats i norra Wisconsin och Colorado samt på västkusten i Washington, Oregon och Kalifornien.

## Kommersiell användning
Något egentligt kommersiellt fiske förekommer inte, däremot är arten föremål för sportfiske.